# Glenn Borgkvist
Glenn Roland Borgkvist, född 21 juni 1962 i Helsingborgs Gustav Adolfs församling, Malmöhus län, är en svensk sångare, programledare och utbildad brandman. Han är frontfigur i Brandsta City Släckers och programledare för TV4:s På liv och död.
Enligt egen utsaga har Borgkvist tidigare kört ambulans i 17 år. Arbetar idag som distriktschef på Räddningstjänsten Skåne Nordväst.
Glenn Borgkvist vann musiktävlingen Företagsrock i Helsingborg 1994 med Brandsta City Släckers och har sedan varit konferencier vid tävlingen.
Han har ställt upp i Melodifestivalen tre gånger
- 2002 – "Kom och ta mig" (Brandsta City Släckers) 5:a i finalen
- 2003 – "15 minuter" (Brandsta City Släckers) 3:a i tittarnas val
- 2004 – "Boom-bang-a-bang" (med Lotta Nilsson) 6:a i fjärde delfinalen